# Ossian MacLise
Ossian MacLise, celým jménem Ossian Kennard MacLise (* 1967), je americko-nepálský buddhistický mnich.

## Život
Jeho otcem byl americký hudebník a básník Angus MacLise, matkou Angličanka Hetty MacLise. Narodil se v Nepálu, kam se jeho rodiče nedlouho předtím přestěhovali (usadili se v Káthmándú). Jiné zdroje uvádí, že se narodil ve městě Great Barrington v americkém státě Massachusetts a do Nepálu odjel až ve svých dvou letech. Podle dalších zdrojů ze Spojených států amerických odjel s rodiči do „experimentální vesnice“ Auroville nedaleko Pondicherry a do Nepálu se s rodiči dostal až odtud. V Nepálu byl Ossian ve věku čtyř let dán k výchově do buddhistického kláštera. Zde byl o pár let později rozpoznán jako tulku (převtěleného duchovního vůdce) a je označován za prvního tulkua ze Západu. V roce 1983 o něm byl natočen dokumentární film Ossian: American Boy / Tibetan Monk, jehož režisérem byl Thomas Anderson.